# Бранислав Лукић Лука
Бранислав Лукић Лука (Тузла 31. март 1970) је мултимедијални уметник из Босне и Херцеговине.

## Биографија
Бранислав Лукић Лука  рођен је у Тузли  1970. године је мултимедијални умјетник. Сликарски занат учио код сарајевских сликара Мирсада Џомбића и Владимира Војновића, дружење и рад са њима чини велику прекретницу у његовом сликарском и креативном (умјетничком) животу. Као сликар до сада је имао 30 самосталних, и више од 100 колективних изложби у земљи и иностранству.

На факултету лијепих умјетности Независног универзитета Бања Лука дипломирао сликарство у класи професорке Јелене Рубил.
Поезија му је објављивана у часописима и многим заједничким збиркам као што су; Дунавски Драгуљи, Море на длану, Теби пјесма за Валентиново, Антологија фб пјесника, Гарави сокак,... Поезија му је преведена на енглески, руски, пољски, словенски и арапски језик.
Његова поезија толико је оригинална, индивидуална, аутобиографска, брутална, духовита, сирова, гола али с толиким укусом да кад говри вулгарним језиком то није вулгарно, поезија разумљива свима, поезија за народ. Колеге и публика која је имала прилику да га слуша кажу да је славенскобалкански Буковски. Пјесме које се радо читају су: “У загрљају Шиђанке”, “Театар демократије”, “Пливање у лави”, “Ти си као свила”, “За твоје кољено”, “Ко није с нама он је против нас”, “Пластично цвијеће стављено у воду”, “Не окрећи се сине”, “Јадиковка Арифа Хоџића из Горњих Дубрава”, “Писмо оцу”, “Дркање цуки ноге”... Тешко га сврстати у постојеће пјесничке групе.
Учесник је међународних умјетничких колонија, фестивала, књижевних и пјесничких друженја у земљи и иностранству. Као фотограф радио је и ради са издавачким кућама, штампаријама и медијима. Фотографије излагао самостално, колективно и учествовао је у разним радионицама и камповима фотографа.
Дизајнирао и уредио многе књиге, само неке наводимо: "Човјек са сјајем Уне у очима – Амарилдо Мулић" (Динка Реџић), “Да сам ријека” и “Чекајући догледно вријеме” (Нихад Мешић Ривер), “Вријеме храбрих” (Амар Велагић) , "Дјечак из пакла Сребренице" и “Мој сан о баби” (Мехмедалија Бектић), “Развој креативности и превенција поремећаја у понашању (дјеце предшколског узраста)” (Дорис Стевановић и Др.сц. Лејла Куралић Ћишић), “Ставови босанскохерцеговачких грађана о познавању активности БиХ дијаспоре у свијету и у самој БиХ” (Динка Реџић), "У добру и у злу са нашом судбином мултипла склероза - наша реалност" (Вахида Хајдарбеговић), "Форензички инжењеринг и управљање ризицима" књига I - Основе форензичког инжењеринга (Един Делић и Адмир Софтић), "Форензички инжењеринг и управљање ризицима" књига II - Вођење истражних поступака" (Един Делић и Едиса Нукић), "Како је мали хрчак тражио срећу" (Мевлида Иљазагић), "Мали змај" (Невен Дужевић), "Кад су руже посљедњи пут цвијетале" (Балкан Иса), "Моћ судбине" (Белма Малагић), "Цеста за нигдје" (Минела Морањкић Ћосић), “Искра у пепелу” (Ађелка Спасојевић)...

Свој креативни, дизајнерски, ликовни и фотографски траг оставио је на многим музичким албумима. Само неке од њих ћемо набројати: “Дерт” Вања Муховић и Диванхана (Sony DADC, Austria 2011), “Весеље ти навјешћујем” Лаудантес-збор младих Шибенске бискупије (Градска књижница “Јурај Шижгорић” Шибеник 2008), “Тузланска музичка сцена” уредник Драгутин Матошевић (мултимедијални ЦД - Барикада 2005), “Није поштено” Мр. Марц'о (DAMMIC – 2010), “Коливка од соли” Дарко Калогјера (Croatia Records 2009), “ Опет се живи” До послједнјег даха ( Croatia Records 2006), “Пљуни на свој испрани мозак” Аларм (NaraTon 1998), “Блискост” Аларм (NaraTon 1999), “Ramayana” Јасмин Маг и Аларм (МП ЈС РТВ БиХ 2003), “Цивилизација под маскама” Јасмин Маг (мултимедијални ЦД - Луцидо 2005) ...

Био је члан Аларма из Тузла. Са Невеном Туњићем је оснивач бенда ДЈ Лука Франк. Један је од оснивача интернет портала и седмичног листа Лукавац Данас, оснивач је дизајнерског студија "ЛуДе арт студијо-галерија" и Штампарије “ИНДА” д.о.о Лукавац... Оснивач и покретач Групе Луцидо, један је од оснивача УЛУТК (Удружење Ликовних умјетника Тузланског кантона). Давид Кулишић и Бранислав Лукић Лука су оснивачи SEF Society (СЕФ Академија) и Society of Traditional Japanese Culture "Aikikai" in Bosnia and Herzegovina. Један од оснивача Џудо клуба Гард Лукавац. Члан је многих умјетничких удружења у земљи и иностранству. За његов умјетнички рад и дјело награђиван је у подручју сликарства, фотографије и поезије. Тренутно живи и ради на Балкану.

## Мултимедијални пројекти
Ово су називи мултимедијалних пројеката у продукцији и изведби Аларма (Тузла). Аутор ових пројеката је Бранислав Лукић Лука. Заправо, ради се пројектима гдје је укомпонована ликовна умјетност, театар, музика, књижевност, филм, плес, модерни плес, модерни фолклор... Пројекти су доживјели велики успјех и посјету од стране публике, а подијељено мишљење критике.

По некима је ово прогресија и алтернатива, док друга страна наклоњена владајућем режиму тврди да се ради о дрским, неуредним и провокативним пројектима. У мултимедијалним пројектима учествовало је преко хиљаду учесника (музичара, сликара, кипара, глумаца, књижевника, фолклорних ансамбала, театарских ансамбала, плесних група...). Данас многи истакнути умјетници и културне установе Босне и Херцеговине и Балкана користе сегменте и идеје као и начин изведбе Лукиних пројеката у својим перформансима, спотовима и осталим умјетничким изражајима...
Homesicness-(Чежња за домом) – јануар 1994-1997. циклус мултимедијалних пројеката.
Овај мултимедијални пројекат је извођен и представљан јавности у периоду од 1994-1997. године у сарадњи са многим балканским, америчким и енглеским умјетницима.
“Иако познат и као скитница и самотњак истовремено, пустолов немирног духа, открио сам подручје бављења гдје сам свој на своме, али не и међу својима. Кад год сам покушао да будем и свој међу својима, нисам могао да будем свој на своме. Ипак не очајавам. Зло може добити само по коју битку, али не и рат. Тврдоглав као вријеме теглим само напријед.” - издвојено из разговора са Браниславом Лукићем Луком са конференције за штампу, Тузла, јануар 1997. године.
Вријеме ловаца - мај 1998.
У наставку издвајамо цитат из разговора са Браниславом Лукићем Луком са конференције за штампу у Дому младих Тузла 29.5.1998. године.
“Данас је модерно вријеме са стварношћу понекад хаотичнијом од ружних снова. Мале су разлике између: добра и зла, умјетности и кича, сполова и полова, старости и младости… Те разлике, с правом, можемо назвати принципима и навикама. И међу њима, међутим, разлике су незнатне.
Као у кривом огледалу можемо само да назиремо праве и људске вриједности. Све је подређено интересу, профиту и комерцијалном успјеху по сваку цијену, без обзира на неморал и ниске страсти којима се људи у међусобним односима користе не знајући, да је материјално сиромаштво право богатство у односу на духовну биједу.
Једноставно речено, стално се сукобљава старо и ново, примитивизам и модерни примитивизам, принципи и навике. Ипак са развојем цивилизације помјера се и граница између добра и зла у корист добра, захваљујући умјетности првенствено. Што даље од просјечних (гомиле). То је суштина.”
Одбаци диктирану представу свијета - октобар 1998.
“Одбаци диктирану представу свијета” је мултимедијални пројекат који је изазвао велику медијску пажњу, као и реакцију многих критичара и умјетничких удружења. Лука као аутор је мало кад шта о томе говорио. Ево један осврт из интервјуа са Браниславом Лукићем Луком. 
Разговор водила Нермина Мујчиновић за Магазин плус (Сарајево), 02.06.2000. године.
- Према причама које сам чула, ви сте усред рада у галерији увели краву а повод је био један ваш перформанс?

“Вјероватно се од мене очекује да у објашњењу и разговору о мојим перформансима, мултимедијалним пројектима, кажем нешто паметно. Тобоже, ја сам умјетник. Ако је питање зашто сам увео краву, козу, кокош… у галеријски простор и пустио дотичне личности да шетају са господом просторијама, чуде се, расправљају, диве изложбеним експонатима, дјелима, у сваком случају желио сам постићи и остварити рецепт за лијек против стереотипности, копирања и плагијаторства, па и глупости које се приказују на разним елитним културним манифестацијама. Но, можемо то рећи и једноставније да буде пријатније уху обичног читаоца. Позната је ствар да су животиње искориштавали у многе сврхе, проглашавали их светима, приносили им жртве… тада сам их ја примио у свети храм културе као жртве не би ли хомосапиенце разумио гдје му је мјесто и да нема живота без културе, јер култура је жила куцавица једног друштва.”
- Да ли бисте нам објаснили инсталацију “Демократија под контролом”, јер у питању је веома необичан начин изражавања мисли, ријеч је о великом кавезу у којем се налази права полицијска палица закључана и свезана. Шта треба да побуди код гледаоца?

“Нећу! А драго ми је да сам изазвао реакцију неких политичких организација које се нису либиле да пријете и траже објашњење које не би жељели схватити на прави начин. Такође, не желим објашњавати ни перформанс када је глумац-статиста ошамарио случајног посјетиоца који је мирно посматрао слике и дјела добитника Нобелове награде. Сам догађај, и препричавање шамара данима, оставио је јасан траг и слику о томе шта сам хтио казати…”

Лукићево умјетничко дјело је отворена побуна против подјеле људи по националним, вјерским и другим припадностима. Једина подјела коју Лукић признаје јесте подјела на духовно богате и сиромашне, цивилизоване и примитивне људе. (Вечерње новине, 16.11.1998. године).
Висока надања у кризи идентитета - април 1999.
Умјетничким дјелом покреће револуцију за други поглед на свијет и збивања у њему. У пројекту “Висока надања у кризи идентитета” Лукићеве духовне опсервације теже ка универзалном с планетарним размјерама. Тако, нпр. за Лукића космос је свијет који га окружује, планета Земља му домовина, Европа родни крај, Балкан улица, Босна кућна нумера, стан у коме се родио Тузла, Лукавац у коме тренутно живи.

“У пројекту – ‘Висока надања у кризи идентитета’ кроз игру идеја, игру боје, сјенке, слике, филма, театра, музике, покрета, плеса... група младих људи свјесно и несвјесно размишља о нивоу свијести човјечанства. Колико је та свијест крива за пакао живљења? Да ли је вулгарност и дрскост то гласно размишљање? Расправу и осуду остављам вашој свијести! Иста група младих људи, овај пут под мојом диригентском палицом свјесна је да свијет није постао од нас. Поштује и учи од наших предака, али не жели стати тамо гдје су они стали, него наставити са обогаћивањем сазнања проширивањем свијести, реализовањем наших креативности и идеја... Алтернатива је ипак у ширини свијести, слободи, позитивној креативности, младости...” - изјавио је Лука у разговору са новинарком Биљаном Батас (Вечерње новине, 26.4.1999. године).
Генерације - јул 2000.
“Генерације”, мултимедијални пројекат, доживио је незапамћену посјету умјетника, критичара, медија и публике. Многи су дошли да виде шта је ново смишљено и које су то нове провокације. Међутим, многи су и отишли разочарани јер су имали прилику да виде класичну галеријску изложбу слика. Наиме, о чему се радило? Посјетиоци навикнути жестоким провокацијама и активношћу у току изложбе-перформанса, овај пут су остали ускраћени јер је Лука извео једну провокацију на тему године, приступи, изражавања, нација, политика... У простор галерије Дома младих Тузла убацио је велики контејнер за смеће уз упуте да се вечерас илузије спаљују и да се одбаце предрасуде... Узео је три сликара: Исмет Хрвановић (1937), Горан Хрвић (1955), и себе Бранислава Лукића (1970) - три различите генерације, различите правце у сликарству, различита образовања, националне припадности, политичка опредјељења, итд. Све то је тада, у то вријеме живљења у Босни и Херцеговини, било необично, нестварно, неоствариво и самим тим и те како провокативно. Подијељеност народа у Босни и Херцеговини је тада доживјела своју кулминацију и оно што се представљало у јавности као мултиетничко, мултикултурално и цивилизовано, било је вјештачко и лицемјерно. Као шлаг на торту била је музика Јасмина Мујановића Мага која је испуњавала перформанс и простор галерије чиме је званично представљен албум “Блискост” роцк бенда Аларм. Многи медији су то протумачили као пројекат Генерације-Блискост или Блискост генерација. Наравно, и публика и медији, критичари, свако је на свој начин, протумачио и дао своје мишљење јавности. Покушали су то сврстати у неке националне таборе, политичке струје, тортуру ума... Изложбу је отворио Мирсад Џомбић а о изложби и самом мултимедијалном пројекту су говорили Александар Ацо Адамовић и Нихад Џибрић Џибра.
Истина је да Лука и Јасмин Маг у јавност нису давали никакве изјаве поводом овог пројекта. Са овим пројектом многи су послије повезивали Лукину изјаву – да је неминовна смјена генерација у свим структурама друштва и живота, и да млади људи треба да буду дрски и безобразни, да се боре за своја мјеста у друштву. На питање медија да ли је ова изјава порука пројекта Генерација, Лука је само одговорио: “Сви ви који се нађете у свему овоме ваш је проблем, а не мој. И не оптужујте мене него себе јер Ви сте једини потенцијални кривац за вашу празнину”.

## Аутор је мултимедијалних пројеката
- Homesicness - (Чежња за домом) – јануар 1994—1997. године циклус мултимедијалних пројеката.
- Вријеме ловаца - мај 1998. године.
- Одбаци диктирану представу свијета - октобар 1998. године.
- Висока надања у кризи идентитета - април 1999. године.
- Генерације - јун 2000. године.
- Цивилизација под маскама[33] - јул 2006. године (заједнички пројекат Јасмина Мага и Бранислава Лукића Луке).
- Портрет босанског бехара – 2007. године (пројекат још у току, остварује се кроз уметничке представе, изложбе, циклус књига поезије и фотографија модела из Босне и Херцеговине).
- Врисак кроз свилену паучину[34] - 2009. године (заједнички пројекат Бранислава Лукића Луке, Дениса Дугоњића и Јасмина Мујановића Мага[35]).
- Мозаик јутра и ноћи[36] - 2011. године (заједнички пројекат Бранислава Лукића Луке и Дениса Дугоњића)
- Нестајање - започет марта 2019. године.

## Објављене књиге
- Још један смијешан вијек - поезија (заједнички пројект Јасмина Мага, Дамира Незировића и Бранислава Лукића Луке[37] – Дом младих Тузла, 1999. године.
- Сиктер гомило[38] - поезија, Дом младих Тузла, 2001. године.
- Дркање цуки ноге[39] - поезија, Луцидо, алтернативе ундергроунд Балкан, 2004. године.
- Врисак кроз свилену паучину[40] - ( збирка поезије 9 аутора с Балкана) – ИНДА д.о.о. Лукавац, 2009. године.
- Портрет босанског бехара[41] – (циклус књига поезије и фотографија модела из Босне и Херцеговине) – ИНДА д.о.о. Лукавац, прва књига циклуса објављена 2009. године.
- Pismo.docx - (Ана Јовановска и Бранислав Лукић Лука) - Антолог Скопље, 2020.